# Fernanda Montenegro
Arlette Pinheiro Esteves da Silva (Río de Janeiro, 16 de octubre de 1929), más conocida como Fernanda Montenegro, es una actriz brasileña con amplia trayectoria en cine, teatro y televisión, a menudo conocida como la "gran dama de la dramaturgia brasileña" y "la actriz más grande de la historia de Brasil".
Inicialmente actriz de teatro y radioteatro, comenzó a trabajar en televisión en 1951, labor que ha mantenido hasta la actualidad. En televisión, fue la primera actriz contratada por TV Tupi, donde protagonizó programas de teleteatro bajo la dirección de Fernando Torres , Sérgio Britto y Flávio Rangel. Reconocida internacionalmente, fue la primera brasileña en ganar el Premio Emmy Internacional en la categoría mejor actriz por su actuación en Doce de Mãe (2013), además de ganar un Oso de Plata en el Festival de Cine de Berlín y recibir nominaciones al Globo de Oro y al Premio Oscar por su trabajo en la película Central do Brasil (1998). En 2013, la revista Forbes la nombró la decimoquinta celebridad más influyente de Brasil.
En 1999, recibió el máximo galardón civil del país, la Gran Cruz de la Orden Nacional del Mérito, "por su destacada labor en las artes escénicas brasileñas", entregada por el entonces presidente Fernando Henrique Cardoso. Además de recibir cinco veces el Premio Molière, también recibió tres veces el Premio Gobernador del Estado de São Paulo. Durante la ceremonia inaugural de los Juegos Olímpicos de Río de Janeiro 2016, Fernanda leyó el poema A flor e a nausea, de Carlos Drummond de Andrade, doblado al inglés por Judi Dench. En marzo de 2022, la actriz asumió la silla 17 de la Academia Brasileña de Letras. En noviembre de 2024, fue reconocida por el Libro Guinness de los récords por haber logrado la mayor audiencia en una conferencia de Filosofía. El 18 de agosto de 2024, más de 15.000 personas asistieron a un evento en el Parque Ibirapuera donde Montenegro leyó La ceremonia de despedida de Simone de Beauvoir.

## Biografía
Descendiente de italianos y portugueses, Arlette Pinheiro Esteves da Silva nació el 16 de octubre de 1929 en Río de Janeiro. Adoptó el nombre de "Fernanda" porque le recordaba a las novelas de Balzac y Proust y "Montenegro" porque era un médico homeópata de su familia que hacia "milagros".

## Carrera
Se inició en radio a los 16 años y a finales de los 40 tradujo y adaptó obras de teatro famosas para la radio.
Comenzó su vida artística en el teatro con la obra Alegres Canções nas Montanhas en 1950. Entre sus compañeros estaba Fernando Torres, quien pronto se convertiría en su esposo. Entonces usó el nombre de matrimonio Arlette Pinheiro Monteiro Torres. En los próximos años, trabajó con otros grandes actores como Sérgio Britto, Cacilda Becker, Nathália Timberg, Cláudio Corrêa e Castro e Ítalo Rossi.

Montenegro junto a su esposo el actor Fernando Torres en 1972.

En 1959 deja el Teatro Brasileiro de Comedia al que ingresó en 1956 funda junto con su esposo y otros destacados actores la compañía Teatro dos Sete en Río de Janeiro Se destacó en teatro, entre otras piezas de repertorio, en Jezabel de Jean Anouilh, La pulga en la oreja de Georges Feydeau, Mirandolina de Carlo Goldoni, Los intereses creados de Jacinto Benavente, Vestir al desnudo de Luigi Pirandello, La investigación de Peter Weiss, La profesión de la Señora Warren de George Bernard Shaw, La vuelta al hogar de Harold Pinter, Plaza Suite de Neil Simon, Las lágrimas amargas de Petra von Kant de Rainer Werner Fassbinder, Fedra de Racine, La gaviota de Antón Chéjov y en piezas de teatro brasileñas.
A principios de los años 60 se mudó a São Paulo, donde trabajó en muchas obras de teatro y en televisión. Su primera telenovela fue Pouco Amor Não é Amor.
En 1964 debutó en cine. Su primera película fue A Falecida de Nelson Rodrigues.

Fernanda Montenegro en la pieza teatral "La mujer de todos nosotros", 1967. Archivo Nacional del Brasil.

Famosa gracias a las telenovelas y obras de teatro fue premiada en repetidas oportunidades mereciendo ser llamada "La Primera Dama del Teatro de Brasil".
En cine, después de varias películas trabajó en Eles Não Usam Black-Tie (1981), conquistando a los críticos.
A pesar de que su éxito en televisión y teatro siguió, su carrera cinematográfica pasó inadvertida hasta 1997, cuando O Que É Isso, Companheiro?, fue candidato para el Oscar de Mejor Película en Lengua Extranjera.
La consagración internacional llegó en 1998 con Estación Central de Brasil postulándola como candidata a la Mejor Actriz Protagónica del Oscar de la Academia compitiendo con Meryl Streep, Emily Watson, Gwyneth Paltrow y Cate Blanchett. No ganó, pero recibió el premio del Festival Internacional de Cine de Berlín entre otras distinciones.
En 1999 O Auto da Compadecida, uno de sus grandes éxitos televisivos fue transferido a película y estrenada en los cines.
En el 2007 participó en El amor en los tiempos del cólera de Mike Newell como "Tránsito Ariza".
En 2010 ganó el premio mejor actriz de teatro por Viver Sem Tempos Mortos.
Tiene una hija, la laureada actriz Fernanda Torres, nacida en 1965 (con quien coprotagonizó la multipremiada Casa de Arena en el 2005) y un hijo, el director Cláudio Torres (con quien filmó Redentor en el 2004); ambos de su esposo Fernando Torres fallecido en el año 2008.
El cantante y compositor Milton Nascimento le compuso y dedicó el tema "Mulher da Vida".

## Filmografía

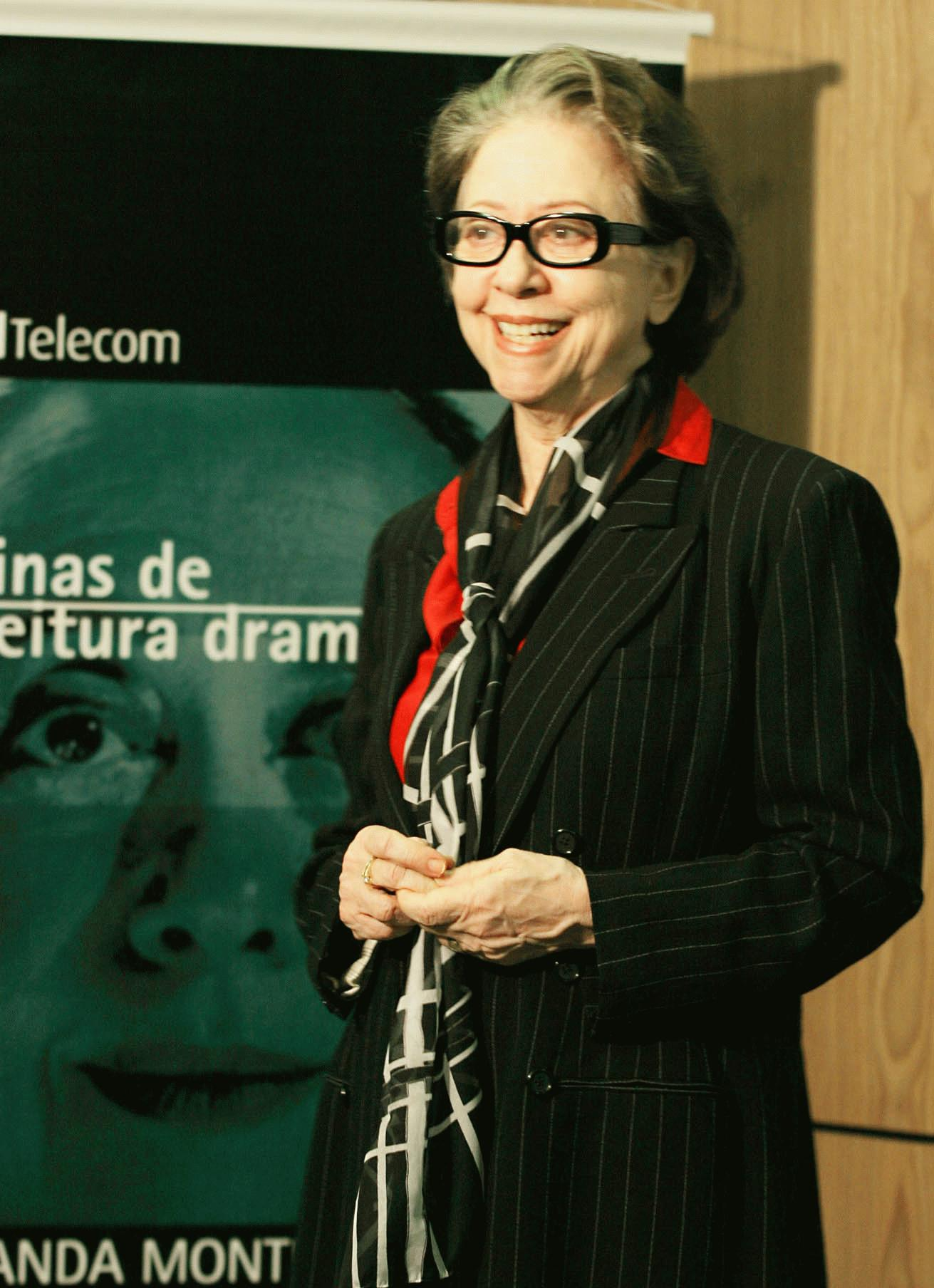
Montenegro en un taller literario (2003)

### Cine
| Año  | Título                                | Personaje          | Premios y nominaciones |
| ---- | ------------------------------------- | ------------------ | --- |
| 1965 | A Falecida                            | Zulmira            | |
| 1970 | Em Família                            | Anita              | |
| 1970 | Pecado Mortal                         | Fernanda           | |
| 1970 | Minha Namorada                        |                    | |
| 1971 | A vida de Jesus Cristo                | Samaritana         | |
| 1976 | Marília e Marina                      |                    | |
| 1978 | Tudo Bem                              | Elvira Barata      | |
| 1981 | Eles Não Usam Black-Tie               | Romana             | |
| 1985 | A Hora da Estrela                     | Madame Carlota     | |
| 1986 | Trancado por Dentro                   | Ivette             | |
| 1988 | Fogo e Paixão                         | Rainha do castelo  | |
| 1994 | Veja Esta Canção                      |                    | |
| 1997 | O Que É Isso, Companheiro?            | Dona Margarida     | |
| 1998 | Central do Brasil                     | Dora               | Nominaciones Óscar a la mejor actriz Globo de Oro a la mejor actriz - Drama Premios Satellite a la mejor actriz - drama Premios Chlotrudis a la mejor actriz Premios Oso de Plata a la mejor actriz National Board of Review a la mejor actriz Premio del Festival de La Habana a la mejor actriz |
| 1998 | Traição                               | Mulher no bar      | |
| 1999 | Gêmeas                                | Mãe                | |
| 2000 | O auto da Compadecida                 | Virgem Maria       | |
| 2004 | O Outro Lado da Rua                   | Regina             | Premio a la mejor actriz - Festival de Tribeca |
| 2004 | Olga                                  | Leocádia Prestes   | |
| 2004 | Redentor                              | Dona Isaura        | |
| 2004 | Nem Que a Vaca Tussa                  | Sra. Caloway (voz) | |
| 2005 | Casa de Arena                         | Maria/Áurea        | |
| 2007 | El amor en los tiempos del cólera     | Tránsito Ariza     | |
| 2012 | As Aventuras de Agamenon, o Repórter  | Narradora          | |
| 2012 | A Dama do Estácio                     | Zulmira            | |
| 2013 | O Tempo e o Vento                     | Bibiana            | |
| 2013 | Boa Sorte                             |                    | |
| 2013 | A Igreja do Diabo                     |                    | |
| 2013 | A Primeira Missa                      |                    | |
| 2014 | Rio, Eu Te Amo                        | Dona Fulana        | |
| 2014 | Infância                              | Dona Mocinha       | |
| 2018 | O Beijo no Asfalto                    | D. Matilde         | |
| 2019 | The Invisible Life of Eurídice Gusmão | Eurídice Gusmão    | |
| 2019 | Piedade                               | Carminha           | |
| 2024 | Aún estoy aquí                        | Eunice Paiva       | |
| 2025 | Victoria                              | Vitória/Doña Nina  | |

### Televisión
| Año  | Título                    | Personaje                                         |
| ---- | ------------------------- | ------------------------------------------------- |
| 1964 | Vitória                   | Vitória                                           |
| 1966 | Redenção                  | Lisa                                              |
| 1968 | A Muralha                 | Cândida Olinto                                    |
| 1969 | Sangue do meu sangue      | Júlia                                             |
| 1973 | Medeia                    | Medeia                                            |
| 1979 | Cara a Cara               | Ingrid                                            |
| 1981 | Baila Comigo              | Sílvia Toledo                                     |
| 1981 | Brilhante                 | Chica Newman                                      |
| 1983 | Guerra dos Sexos          | Charlotte de Alcântara Pereira Barreto (Charlô)   |
| 1986 | Cambalacho                | Naná (Leonarda Furtado)                           |
| 1987 | Sassaricando              | Ella misma                                        |
| 1990 | Riacho Doce               | Vó Manuela                                        |
| 1990 | Rainha da Sucata          | Salomé Szimanski                                  |
| 1991 | O Dono do Mundo           | Olga Portela                                      |
| 1993 | Renascer                  | Jacutinga                                         |
| 1993 | O Mapa da Mina            | Madalena Morais                                   |
| 1994 | Incidente em Antares      | Quitéria Campolargo                               |
| 1995 | A Comédia da Vida Privada | Tia Otávia                                        |
| 1996 | A Comédia da Vida Privada | Dora                                              |
| 1997 | Zazá                      | Zazá (Marisa Dumont)                              |
| 1999 | O Belo e as Feras         | Clotilde                                          |
| 1999 | O Auto da Compadecida     | Compadecida                                       |
| 2001 | As Filhas da Mãe          | Lulu de Luxemburgo                                |
| 2002 | Pastores da Noite         | Tibéria                                           |
| 2002 | Tierra Esperanza          | Luisa                                             |
| 2004 | Um Só Coração             | Ella misma                                        |
| 2005 | Hoje É Dia de Maria       | Madrasta                                          |
| 2005 | Hoje É Dia de Maria 2     | Doña Cabeça                                       |
| 2005 | Belíssima                 | Beatriz Falcão (Bia Falcão)                       |
| 2008 | Queridos Amigos           | Iraci Guimarães Moutinho                          |
| 2009 | Som & Fúria               | Ella misma                                        |
| 2010 | Passione                  | Elizabete "Bete" Monteiro Gouveia                 |
| 2012 | As Brasileiras            | Mary Torres                                       |
| 2012 | ¿Pelea o amor?            | Charlotte de Alcântara Pereira Barreto (Charlô I) |
| 2012 | Doce de Mãe               | Doña Picucha                                      |
| 2013 | Saramandaia               | Doña Cândida Rosado (Candinha)                    |
| 2014 | Doce de Mãe               | Doña Picucha                                      |
| 2015 | Mujeres ambiciosas        | Teresa                                            |
| 2017 | O Outro Lado do Paraíso   | Mercedes                                          |
| 2019 | A Dona do Pedaço          | Dulce Ramírez                                     |

## Teatro
| Año     | Título                                | Rol   | Notas                                                                   |
| ------- | ------------------------------------- | ----- | ----------------------------------------------------------------------- |
| 1954    | O Canto da Cotovia                    |       | De Jean Anouilh – Dirigida por Gianni Ratto                             |
| 1955    | A Flea in Her Ear                     |       | De Georges Feydeau – Dirigido por Gianni Ratto                          |
| 1955    | A Moratória                           |       | De Jorge de Andrade – Dirigida por Gianni Ratto                         |
| 1956    | Eurydice                              |       | De Jean Anouilh – Dirigida por Gianni Ratto                             |
| 1958    | Vestir os Nus                         |       | De Luigi Pirandello – Dirigida por Alberto D'Aversa                     |
| 1959    | O Mambembe                            |       | De Arthur Azevedo y José Piza. Dirigida por Gianni Ratto                |
| 1960    | Mrs. Warren's Profession              |       | De George Bernard Shaw – Dirigida por Gianni Ratto                      |
| 1960    | A Flea in Her Ear                     |       | De Georges Feydeau – Dirigida por Gianni Ratto                          |
| 1961    | O Beijo no Asfalto                    |       | De Nelson Rodrigues – Dirigida por Fernando Torres                      |
| 1963    | Maria                                 | Maria | De Jean Kerr – Dirigida por Adolfo Celi                                 |
| 1966    | O Homem do Princípio ao Fim           |       | De Millôr Fernandes – Dirigida por Fernando Torres                      |
| 1967    | A Volta ao Lar                        |       | De Harold Pinter – Dirigida por Fernando Torres                         |
| 1970    | Oh! Que Belos Dias                    |       | De Samuel Beckett – Dirigida por Ivan de Albuquerque                    |
| 1971    | Computa, Computador, Computa          |       | De Millor Fernandes – Dirigida por Carlos Kroeber                       |
| 1972    | Seria Cômico ... Se Não Fosse Trágico |       | De Friedrich Dürrenmatt – Dirigida por Celso Nunes                      |
| 1976    | A Mais Sólida Mansão                  |       |                                                                         |
| 1977    | É ..., De Millôr Fernandes            |       | Dirigida por Paulo José                                                 |
| 1982    | As Lágrimas Amargas de Petra von Kant |       | De Rainer Werner Fassbinder – Dirigida por Celso Nunes                  |
| 1986    | Fedra                                 |       | De Jean Racine – Dirigida por Augusto Boal                              |
| 1987    | Dona Doida                            |       | Basada en el trabajo de Adélia Prado – Dirigida ppr Naum Alves de Souza |
| 1993    | The Flash and Crash Days              |       | Por Gerald Thomas – Dirigida por Gerald Thomas                          |
| 1995/96 | Happy Days                            |       | De Samuel Beckett – Dirigida por Jacqueline Laurence                    |
| 1998    | Da Gaivota                            |       | De The Seagull por Anton Chekhov – Dirigido por Daniela Thomas          |
| 2009    | Viver em tempos mortos                |       |                                                                         |

## Biografía
- Rito, Lucia. Fernanda Montenegro em O Exercício da Paixão , Editora Rocco, 1990.
- Britto, Sérgio. Fábrica de ilusão: 50 anos de teatro. Río de Janeiro: Funarte, 1996. 260 p.
- Fernanda Encena: Retrospectiva 50 años, Río de Janeiro, MAM, 1999.

## Premios y reconocimientos

### Cine
| Año  | Premio                                                             | Categoría                              | Película                   | Resultado |
| ---- | ------------------------------------------------------------------ | -------------------------------------- | -------------------------- | --------- |
| 1965 | Festival de Brasília                                               | Mejor Actriz                           | A Falecida                 | Ganadora  |
| 1970 | Festival de Cine de Moscú                                          | Mejor Actriz                           | Em Família                 | Ganadora  |
| 1998 | Festival Internacional de Cine de Berlín                           | Mejor actriz                           | Estación Central de Brasil | Ganadora  |
| 1999 | Premios Oscar                                                      | Óscar a la mejor actriz                | Estación Central de Brasil | Nominada  |
| 1999 | Globos de Oro                                                      | Globo de Oro a la mejor actriz - Drama | Estación Central de Brasil | Nominada  |
| 1999 | National Board of Review                                           | Mejor Actriz                           | Estación Central de Brasil | Ganadora  |
| 1999 | Los Angeles Film Critics Association                               | Mejor Actriz                           | Estación Central de Brasil | Ganadora  |
| 1999 | Premios Satellite                                                  | Mejor Actriz                           | Estación Central de Brasil | Nominada  |
| 1999 | Festival Internacional del Nuevo Cine Latinoamericano de La Habana | Mejor Actriz                           | Estación Central de Brasil | Ganadora  |
| 2004 | Festival de Cine de San Sebastián                                  | Mención especial de Interpretación     | El otro lado de la calle   | Ganadora  |
| 2005 | Festival de Cine de Guadalajara                                    | Mejor Actriz                           | Casa de Arena              | Ganadora  |
| 2012 | Brazilian Film Festival of Toronto                                 | Mejor Actriz                           | A Dama do Estácio          | Ganadora  |

### Televisión
| Año  | Premio             | Producción           | Categoría    | Resultado |
| ---- | ------------------ | -------------------- | ------------ | --------- |
| 1969 | Troféu Imprensa    | A Muralha            | Mejor Actriz | Ganadora  |
| 1970 | Troféu Imprensa    | Sangue do Meu Sangue | Mejor Actriz | Nominada  |
| 1982 | Troféu Imprensa    | Brilhante            | Mejor Actriz | Ganadora  |
| 1984 | Troféu Imprensa    | Guerra dos Sexos     | Mejor Actriz | Ganadora  |
| 1987 | Troféu Imprensa    | Cambalacho           | Mejor Actriz | Ganadora  |
| 1992 | Troféu Imprensa    | O Dono do Mundo      | Mejor Actriz | Ganadora  |
| 1994 | Troféu Imprensa    | Renascer             | Mejor Actriz | Nominada  |
| 2007 | Troféu Imprensa    | Belíssima            | Mejor Actriz | Ganadora  |
| 2011 | Troféu Imprensa    | Passione             | Mejor Actriz | Nominada  |
| 2013 | Emmy Internacional | Doce de Mãe          | Mejor Actriz | Ganadora  |
| 2015 | Emmy Internacional | Doce de Mãe          | Mejor Actriz | Nominada  |

### Teatro
| Año  | Premio         | Categoría                          | Obra                                  | Resultado |
| ---- | -------------- | ---------------------------------- | ------------------------------------- | --------- |
| 1967 | Prêmio Molière | Mejor Actriz en papel protagonista | A Mulher de Todos Nós                 | Ganadora  |
| 1967 | Prêmio Molière | Mejor Actriz en papel protagonista | O Homem do Princípio ao Fim           | Ganadora  |
| 1976 | Prêmio Molière | Mejor Actriz en papel protagonista | A Mais Sólida Mansão                  | Ganadora  |
| 1982 | Prêmio Molière | Mejor Actriz en papel protagonista | As Lágrimas Amargas de Petra Von Kant | Ganadora  |
| 1987 | Prêmio Molière | Mejor Actriz en papel protagonista | Dona Doida, Um Interlúdio             | Ganadora  |

### Condecoraciones
| Año  | Distinción |
| ---- | --- |
| 1971 | Brasil Comenda da Ordem do Cruzeiro do Sul, outorgado por el gobierno brasileño por los servicios prestados a la cultura del país. |
| 1983 | Francia Chevalier des Arts et des Lettres                                                                                          |
| 1984 | Brasil Grande Medalha da Inconfidência (Gobierno de Tancredo Neves).                                                               |
| 1985 | Brasil Comendador da Ordem de Rio Branco - Grau de Cavaleiro.                                                                      |
| 1985 | Brasil Medalha Maria Quitéria (Medalla Maria Quitéria) - Salvador.                                                                 |
| 1987 | Portugal Ordem do Mérito - Grau de Oficial (Orden del merito - grado oficial) .                                                    |
| 1992 | Portugal Medalha de Mérito Cultural (Medalla de Mérito Cultural).                                                                  |
| 1993 | Brasil Ordem do Mérito da Bahia no grau Comendador - Salvador.                                                                     |
| 1999 | Brasil Grã-Cruz da Ordem Nacional do Mérito (Gran cruz de la Orden Nacional del Mérito).                                           |
| 1999 | Brasil Doctora Honoris Causa de la Universidad Federal del Estado de Rio de Janeiro.                                               |
| 2004 | Portugal Ordem do Infante D. Henrique - Grau de Grã-Cruz - Portugal.                                                               |
| 2018 | Brasil Municipal da Ordem da Luz dos Pinhais de Curitiba                                                                           |